# Дзеро, Ренато
Ренато Дзеро (итал. Renato Zero; род. 30 сентября 1950, Рим) — итальянский композитор, шоумен, танцор и продюсер, чья карьера длится полные шесть десятилетий, с 1960-х по 2010-е. За свою долгую карьеру он выпустил 43 альбома, из которых 30 студийных, 8 концертных и 5 официальных сборников. Он является одним из самых популярных и успешных итальянских композиторов.
С 1969 года он написал песни для таких артистов, как Орнелла Ванони, Алекс Барони, Марчелла Белла и Даниэле Грофф. Он также участвовал в телевизионных программах в качестве бэк-вокалиста, дуэта с другими артистами и основал в 1980 году свой собственный лейбл Zeromania Music.
Он является единственным артистом, которому удалось занять первое место в итальянском чарте за пять различных десятилетий (семидесятые, восьмидесятые, девяностые, двухтысячные и две тысячи десятые годы). Он в течение 48 недель занимал верхнюю строчку итальянского рейтинга.

## Биография

### Ранние годы
Его имя при рождении — Ренато Фиаккини. Родился в семье Доменико Фиаккини (1917—1980), полицейского и Ады Пики (1922—2001), медсестры, на улице Виа Ди Рипетта, рядом со знаменитой улицей Виа дель Корсо. Самым заметным событием раннего периода его жизни, о котором он часто вспоминает, была болезнь, поразившая его сразу после рождения, гемолитическая болезнь новорожденных, которую лечили с помощью полного переливания крови. После получения аттестата средней школы он поступил в Государственный институт кинематографии и телевидения имени Роберто Росселлини и посвятил себя своим увлечениям: музыке, танцам, вокалу и актерскому мастерству. С раннего возраста он носил макияж. Он ответил на критику, которую получил (включая повторяющиеся оскорбления Sei uno zero! — «Ты — ноль!»), Взяв псевдоним Renato Zero. В 1965 году он записал свои первые песни: «Tu», «Sì», «Il deserto», «La solitudine», которые так и не были изданы. Его первый опубликованный сингл «Non basta sai / In mezzo ai guai» (1967) разошелся тиражом в 20 экземпляров и был быстро забыт.
У него было несколько разных профессий. Снимался в рекламе мороженого, работал танцором в телешоу, играл в двух мюзиклах, снимался во второстепенных ролях в двух фильмах Феллини.
В начале 1970-х годов его карьера получила толчок благодаря движению глэм-рока, от которого он извлек выгоду из-за своей сексуальной двусмысленности и андрогинной внешности. Его обвинили в подражании другим знаменитостям, таким как Дэвид Боуи и, в частности, Марку Болану. В 1973 году он выпустил свою первую пластинку No! Mamma, no! (записанную вживую), но особого успеха он не получил. У альбома Invenzioni была та же участь.

## Zeromania
Только в 1976 году он записал свой первый хит «Madame», созданный в сотрудничестве с автором песен Франкой Евангелисти и композитором Пьеро Пинтуччи, с которым Zero продолжал работать в последующие годы. Его величайшие хиты того времени — «Mi vendo», «Morire qui», «Triangolo», «Baratto»- по-прежнему популярны в Италии.
Конец 1970-х и начало 1980-х годов были годами большого успеха для него. Альбомы Zerofobia («Zerophobia», 1977), Zerolandia (1978), Erozero (1979), Tregua (1980), Artide Antartide (1981), Via Tag Parliamento (1982) и Calore (1983) возглавляли итальянские чарты. В то время он был одним из самых популярных певцов в Италии, и его песни «Il Cielo», «Il Carrozzone», «Amico», «Più su» и «Spiagge» считались одними из лучших итальянских песен всех времен.
Его фанаты принимали участие в концертах, гримировались и одевались как он. В 1979 году Zero сыграл самого себя в фильме Ciao Nì (его обычное приветствие фанатам, что можно условно перевести как «Привет, дорогой!»). В Италии этот фильм собрал больше, чем американский блокбастер «Супермен».

## Карьера в 80-е годы
В 1980-х он начал отказываться от макияжа и грима, но это не избавило его от его мании величия: например, в туре 1980 года он выехал на сцену верхом на белом коне.
В 1982 году он начал сотрудничество с оперным режиссером Ренато Серио, которому предстояло написать струнные аранжировки почти для всех последующих пластинок Zero. В конце 1982 года он принял участие в самом популярном итальянском телешоу RAI Fantastico 3.
Его карьера продолжала быть успешной до 1984 года. Однако в том году его новый альбом Leoni si nasce оказался коммерческим провалом, хотя и достиг 13 места, но затем почти сразу же исчез из итальянских чартов.

### 1990-е: возвращение
В 1991 году он участвовал в музыкальном фестивале в Сан-Ремо с песней «Spalle al muro», и с этого момента его карьера снова пошла вверх. В 1993 году он занял 1-е место в итальянских чартах с альбомом Quando non-sei più nessuno. Он снова участвует в фестивале в Сан-Ремо с песней Ave Maria. В следующем году он записал альбом L’imperfetto совместно с тринадцатью музыкантами. Его концерты регулярно продавались с аншлагами, и он вернулся к своему знаменитому стилю одежды, хотя и в более в сбалансированном стиле.
В середине 1990-х он дублировал персонажа Джека Скеллингтона, а так же участвовал в создание саундтрека к фильму Генри Селика «Кошмар перед Рождеством». В 1998 году выходит альбом «Amore dopo amore» («Любовь после любви»). Он стал одним из самых продаваемых альбомов года в Италии.
В 1999 году он исполнил свой хит «Il Cielo» вместе с тенором Лучано Паваротти в альбоме Pavarotti and Friends вместе.

### 2000-е, 2010-е: правление императора
Альбом «Cattura», который вышел в конце 2003 года (3 ноября), стал одним из самых продаваемых альбомов года, заняв пятое место в ежегодном рейтинге. В 2004 году его тур «Cattura il sogno / Il sognocontina» («Поймай мечту / Мечта продолжается») был признан журналом Pollstar самым успешным в Италии, а также одним из самых успешных в мире (# 30). Запись его концертов в Риме, состоявшихся в июне на Олимпийском стадионе, стала самым продаваемым музыкальным DVD в 2004 году.
В ноябре его новый альбом Il dono («Подарок») возглавил чарты и до конца года удерживал позицию № 1. В декабре 2005 года он выступил в Ватикане с песней «Жизнь — подарок», посвященной недавно умершему Папе Иоанну Павлу II, в присутствии Папы Бенедикта XVI.
Тур Renato Zero в 2006 году назывался «Zeromovimento» и включал 25 концертов. После 40 лет своей музыкальной карьеры в феврале 2006 года он отказался от премии Career Award на фестивале в Сан-Ремо, заявив, что эта награда должна быть предоставлена артистам, достигшим преклонного возраста.
В 2007 году он снова гастролировал по крупным итальянским городам, заполняя спортивные стадионы. Тур назывался «MpZerO» и за семь концертов привлек 270 000 зрителей, из которых 120 000 заполнили Олимпийский стадион в Риме, его родном городе. Его часто называют Императором Рима.
Presente, его 30-й альбом, был выпущен в Европе и Америке 20 марта 2009 года. Он стал мультиплатиновым в Италии, было продано 80 000 копий за первую неделю. После выхода Presente осенью 2009 года он снова гастролировал. «Zeronove tour» был самым успешным концертом года в Италии. 10 декабря видеоклип на «Ancora qui», первый сингл с альбома Presente, стал лучшим итальянским видеоклипом года. 10 декабря 2009 года, по случаю вручения премии «Итальянский видеоклип», он получает приз в области музыкального искусства.
В 2013 году он выпустил два новых альбома: Amo — capitolo I и Amo — capitolo II. Оба достигли пика в итальянских чартах. В 2013—2014 годах он снова гастролировал после трехлетнего перерыва. В его новом туре «Amo in tour» билеты на все 59 концертов были распроданы. В Риме состоялось двадцать концертов, в Милане — восемь, во Флоренции — восемь.
13 февраля 2016 года он был почетным гостем музыкального фестиваля в Сан-Ремо. По этому поводу он объявил, что его следующий альбом, Alt, выйдет 8 апреля того же года. 2 марта «Chiedi», первый сингл с альбома Alt, занял первое место в чарте iTunes.

## Достижения
Renato Zero — единственный артист, достигший 1-го места в итальянских чартах за пять разных десятилетий (1970-е, 80-е, 90-е, 2000-е и 2010-е). На его счету не менее 26 альбомов в десятке лучших.
У него есть альбом (Presente), сертифицированный FIMI как Бриллиантовый диск. Такого результата в истории итальянских чартов смогли достичь только пять артистов (Васко Росси, Лигабуэ, Джованотти и Modà).
Он любит работать с другими артистами, а также написал песни для множества других певцов. Благодаря его особому подходу к выступлениям, шоу и турам, он является ведущим живым исполнителем в своей стране и занял уникальное место на итальянской музыкальной сцене.

## Личная жизнь
Общественное мнение склоняется, что он бисексуал или гей, но консервативен в нежелании раскрывать свою сексуальную принадлежность. Во время итальянского ток-шоу идентифицировал себя как гетеросексуала. Его единственными официальными отношениями были с Энрикой Бонаккорти, известной телеведущей, и с Люси Моранте, его бывшим секретарем.
В 2003 году он усыновил сына Роберто Ансельми Фиаккини, который сделал его дедушкой двух внуков, Ады и Вирджинии.
Его имидж менялся на протяжении десятилетий, от ярко накрашенного трансвестита в 1970-х, напоминающего Марка Болана или доктора Фрэнк Н. Фертера из «Шоу ужасов Рокки Хоррора», до сегодняшней мрачной иконы в синем костюме, без определённого пола и возраста, его манерность заключается лишь в чёрных, как смоль, волосах и тонкой вуали тонального крема и блеска для губ.
Дзеро очень привязан к мысу Арджентарио, где у него есть резиденция. Ему нравится бывать там, когда он ищет вдохновения, некоторые из его лучших альбомов были записаны именно там, благодаря мобильной студии. Он любит говорить, что море Арджентарио помогает ему творить.

### Филантропическая деятельность
Ренато Дзеро, помимо своей звукозаписывающей деятельности, всегда продвигал благотворительность и солидарность со времен Zerolandia, которая дала начало его первому независимому лейблу Zerolandia, который помог многим молодым артистам. Также известен проект Fonopoli(также название его звукозаписывающей компании до появления Tattica, нынешнего лейбла). На протяжении всей своей карьеры он вел кампанию против употребления наркотиков. Дзеро участвовал в многочисленных телевизионных программах и марафонах по сбору средств на различные цели, в частности, на такие как исследование [[рака]], телемарафонах о генетических заболеваниях, в пользу жертв землетрясений в Эмилия-Романья.